# Jeffrey Weissman
Jeffrey Weissman (Santa Monica, 2 oktober 1958) is een Amerikaanse acteur, bekend van verschillende films en televisieseries. Zijn meest bekende rol was George McFly in deel 2 en 3 van Back to the Future. Hij nam deze rol over van Crispin Glover. Verder is hij bekend als Teddy Conway in Pale Rider en verscheen hij in Saved by the Bell.

## Achtergrond
Jeffrey Weissman volgde een acteer- en performanceopleiding aan het American Conservatory Theatre, de San Francisco State University, de UCLA en het Santa Monica City College. Hij deed ervaring op in comedy bij The Second City-alumni, Los Angeles Theatre Sports, Andy Goldberg en Bill Hudnutt Sitcom Workshops. Hij trainde ook bij Berkeley Rep. In "Finding the Inner Imp" met Ron Campbell en nam deel aan acteerworkshops met Peter Flood, Jackie Benton en Magic Theatre Gym. Hij volgde workshops dans, beweging en verhalen vertellen bij de Voice of Men In Motion. Hij trainde ook onder Jackie Benton, Peter Flood en Bill Hudnut, en was een Varsity-speler bij Los Angeles Theatersports.

## Filmografie

### Films
- 1983 Twilight Zone: The Movie
- 1984 Johnny Dangerously
- 1984 Crackers
- 1985 Pale Rider
- 1989 Back to the Future Part II
- 1990 Back to the Future Part III
- 1991 For the Boys
- 2001 To Protect & to Serve
- 2001 2001: A Space Travesty
- 2001 Max Keeble's Big Move
- 2004 Slapdash
- 2005 Return to Sender
- 2005 Angels with Angles
- 2006 Night Fliers
- 2006 Car Babes
- 2006 Looking Back at the Future (documentaire)
- 2007 Hats Off
- 2008 Corked
- 2008 Our Feature Presentation
- 2009 American Disciples
- 2010 Chateau Meroux
- 2015 The Boat Builder

### Gastrollen
- 1984 Scarecrow and Mrs. King: "Filming Raoul"
- 1985 Dallas: "Lovers and Other Strangers"
- 1987 Max Headroom: "Rakers"
- 198? Divorce Court: "Cott Vs. Cott"
- 1991 Saved By the Bell: "Rockumentary"
- 1992 NBC Cartoon Spectacular: "Chip and Pepper"
- 2000 Diagnosis: Murder: "Two Birds With One Sloan"
- 2002 The Man Show: "Assoholics Anonymous"
- 2020 The Show Must Go Online: "Twelfth Night"

### Miniseries
- 1994 The Stand
- 2000 The '70s

### Korte films
- 1996 He's Dead, But He Won't Lie Down
- 1997 Garbage
- 1998 god@heaven
- 2003 Touched
- 2007 Edible
- 2008 We Missed You, Pete
- 2011 Kosher

### Theater
- 1998 Tallulah
- 2004 Tony Kushner's The Illusion
- 2005 Mellisa Gibson's "[sic]"
- 2005 Wm. Shakespeare's "12th Night"
- 2006 Tease-O-Rama Baggy Trouser Blackout Comedy
- 2006 Just For Laughs
- 2007 Just For Laughs

- International Standard Name Identifier: 0000 0000 5756 5265
- Library of Congress Control Number: no2009031709
- Système universitaire de documentation: 248212516
- Virtual International Authority File: 83548549
- WorldCat: E39PBJfCrY7CWt4r9T4KDkQcyd